# Keros
|  | Per a altres significats, vegeu «Keros (desambiguació)». |

Keros (grec: Κέρος) és una illa grega deshabitada del grup de les Cíclades. Té una superfície de 15 km² i el punt més alt fa 432 metres sobre el nivell de la mar. Administrativament, forma part del municipi de Naxos, juntament amb la resta de Cíclades menors.
Keros és coneguda per les troballes que s'hi han fet de la civilització ciclàdica, que va desenvolupar-se al voltant del 2500 aC. En època clàssica era anomenada Cerea (grec antic: Κέρεια, Kéreia), i degué tenir una població, a jutjar per les referències epigràfiques i les troballes arqueològiques, però no n'hi ha gaires referències en els textos literaris.

## Dipòsit de Keros

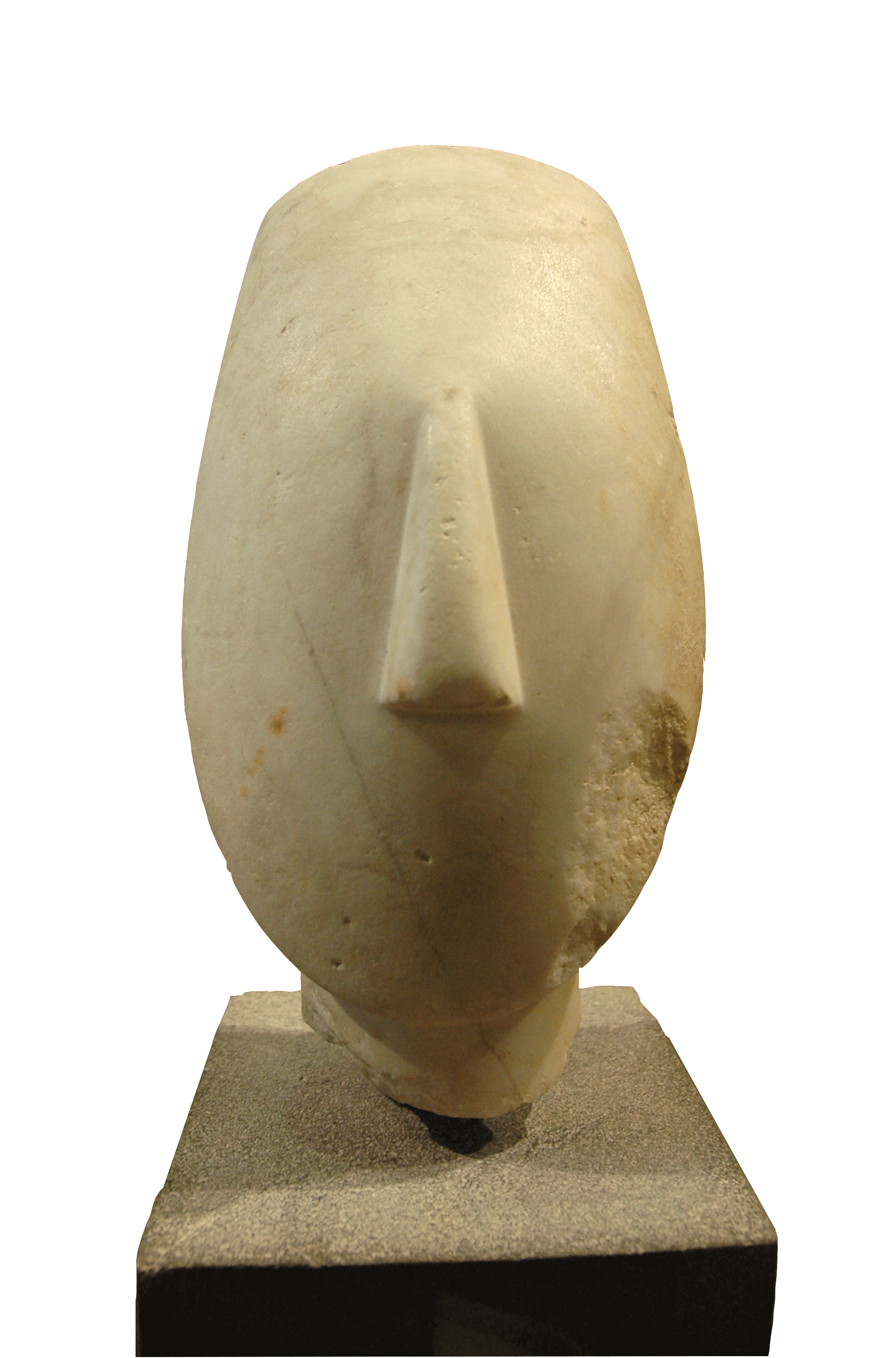
Cap de la figura d'una dona

El «Dipòsit» o «Tresor de Keros» és un gran dipòsit de figuretes ciclàdiques que fou trobat a l'illa de Keros.
En el període 2006-2008, el Cambridge Keros Project, codirigit per Colin Renfrew, va dur a terme excavacions a Kavos, a la costa oest de l'illa. Aquesta zona general es considera com la font de l'anomenat «Keros Hoard» de fragments de figuretes ciclàdiques. El material excavat a 2006-2008 inclou figuretes ciclàdiques, recipients i altres objectes fets de marbre, tots trencats abans de ser dipositats i segurament trencats en altres indrets i portats a Kavos per al seu dipòsit. La manca de fragments que encaixin entre si mostra que només una part del material trencat va ser objecte de dipòsit aquí, i els estudis en curs mostren que els fragments dipositats provenen de diversos indrets.

### Daskalio

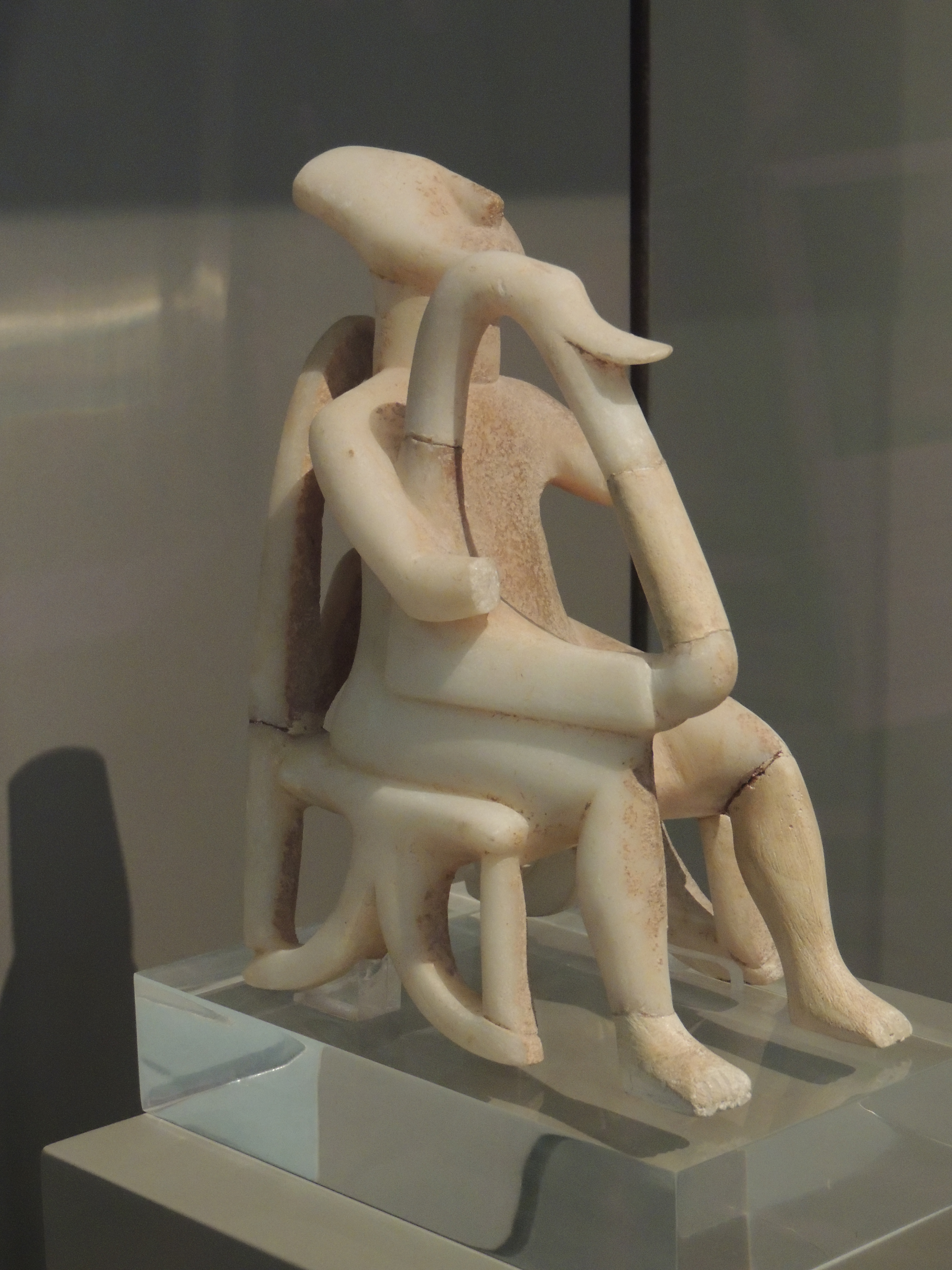
Arpista de Keros, Museu Arqueològic Nacional d'Atenes

En el període 2007–2008, el mateix projecte arqueològic va identificar i excavar un assentament significatiu del període ciclàdic a l'illa de Daskalio, al costat de Keros. Es va excavar una àrea extensa, que va revelar un edifici rellevant de setze metres de llarg per quatre metres d'ample — el més gran d'aquest període a les Cíclades — dins del qual es va descobrir el «dipòsit de Daskalio», que comprèn un cisell, una aixa i una destral de coure o bronze, amb forat per al mànec. Addicionalment a l'excavació, la supervisió de l'illot va mostrar que la major part de la seva superfície — un total de 7.000 metres quadrats — va estar ocupada durant durant el Bronze Antic, cosa que fa que sigui l'enclavament més gran de les Cíclades. A partir d'aquí s'han dut a terme estudis de geomorfologia, geologia, petrologia, petrologia ceràmica, metal·lúrgia i aspectes mediambientals (restes botàniques i de fauna, fitòlits).